# Gynoplistia (Gynoplistia) eluta
Gynoplistia (Gynoplistia) eluta is een tweevleugelige uit de familie steltmuggen (Limoniidae). De soort komt voor in het Australaziatisch gebied.